# 塞文二桥

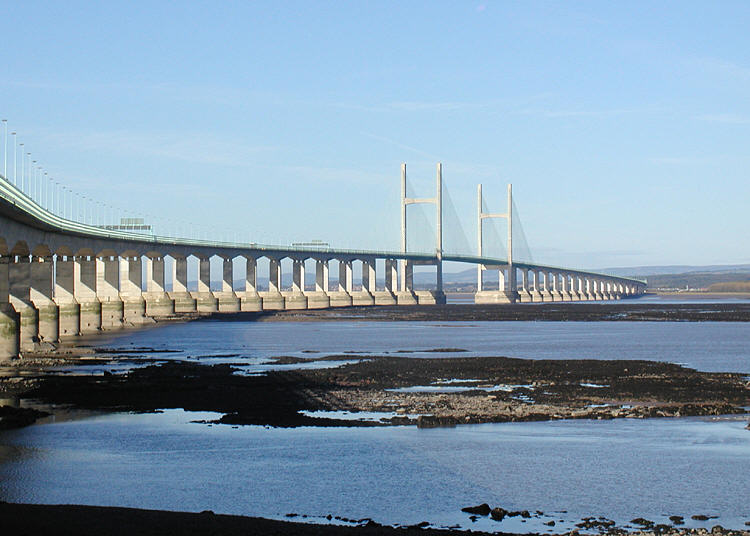
塞文二桥

塞文二桥（Second Severn Crossing）是英國英格兰和威尔士之间的塞文河上的桥梁，欧洲E30公路（M4高速公路）从桥上经过。1996年6月5日由威尔斯亲王查尔斯主持了开通仪式，目的是为了增加原有的建于1966年的塞文桥的通行能力。大桥划分了塞文河和塞文河口的边界。
和塞文桥相比，它的位置更靠南，更符合M4号高速公路的线路，缩短了从英格兰到南威尔士旅行的行程。两端的连接处为大多数使用该桥的车辆设计，如要使用旧的赛文桥需要在奥斯特或者马戈尔附近离开M4号高速公路，转到M48号高速公路。新桥承载了比旧桥更多的车流量，比旧桥更宽，有3条车道，并在两侧有硬路肩，旧桥为两车道，并有自行车和行人道。塞文二桥的路线更接近于塞文隧道，该隧道建于1886年，为河下铁路隧道。
塞文二桥全长5128米，斜拉桥设计，其中间的主跨距为456米，是塞文河口最深部分，供船只通行。桥两侧的栏杆经过特殊设计，以减少塞文河口的风对车辆的影响。